# مسجد خماجین
مسجد خماجین مربوط به اوایل دوره قاجار است و در شهرستان فامنین، بخش پیشخور، دهستان زردشت، روستای خماجین واقع شده و این اثر در تاریخ ۲۳ بهمن ۱۳۸۵ با شمارهٔ ثبت ۱۷۱۴۶ به‌عنوان یکی از آثار ملی ایران به ثبت رسیده است.